# Šehzade Ahmed Nuri
Šehzade Ahmed Nuri, osmanskou turečtinou: شہزادہ احمد نوری (19. prosince 1878 – 7. srpna 1944) byl osmanský princ. Byl třetím synem sultána Abdulhamida II. a jeho manželky Bedrifelek Kadınefendi.

## Mládí
Ahmed Nuri se narodil 19. prosince 1878 v paláci Yıldız v Istanbulu. Jeho otcem byl Abdulhamid II. a jeho matkou Bedrifelek Kadınefendi, dcera knížete Kerzedzh Mehmeda Beye. Byl třetím synem a šestým dítětem svého otce a nejmladším dítětem své matky. Měl o osm let staršího bratra Šehzade Mehmeda Selim a o šest let starší sestru Zekiye Sultan.
Ahmed Nuri byl obřezán v roce 1891 společně se svými polovičními bratry Šehzade Mehmed Abdülkadirem a Šehzade Mehmed Burhaneddinem. Nejdříve byl vzděláván v palácové princovské škole a později byl poslán na osmanskou vojenskou školu.
Byl velmi chytrý a citlivý, právě z toho důvodu byl často nešťastný. Měl nadání pro malbu, maloval barevné obrazy na sklo. V den 25. výroční nástupu jeho otce na trůn mu Ahmed daroval přenosnou lázeň, na které pracoval několik dní.
Dne 27. dubna 1909 byl jeho otec Abdulhamid II. sesazen z trůnu a byl vyhoštěn do exilu v Soluni. Ahmed zůstal v Istanbulu i přesto, že celá rodina Abdulhamida byla vyhoštěna z paláce Yıldız a většina členů neměla kde žít. Nuri a jeho starší bratr Selim se usadili v sídle jejich sestry Zekiye Sultan, později se přesunul do usedlosti v Büyükdere.

## Osobní život
Jeho jedinou manželkou byla Fahriye Zişan Hanımefendi. Narodila se v roce 1883, jejím otcem byl Ilyas Ali Bey, sloužící v osmanské armádě. Původem byli Čerkesové. Svatba se konala v roce 1900. Pár se setkal v době, kdy princ navštívil dívčí školu Mekteb-i Tahsil, která se nacházela v Şehzadebaşı a jejímž ředitelem byl Nuriho starší bratr. Byla velmi krásná a její rodina udržovala dobré vztahy s jeho matkou.
Sultán Abdulhamid II. měl svou snachu velmi rád. V roce 1905 ji vyznamenal zlatou medailí za skvělé lékařské ošetřování svého manžela. Nuri se léčil s kýlou, která byla následkem nehody sultánova auta. Nuri si myslel, že před autem je bomba a vyskočil ven. Později se ukázalo, že se jednalo o balíček, ve kterém bylo osiřelé dítě. Od té doby měl Nuri problémy s kýlou po celý život. I když se mu dostalo kvalitní zdravotní péče, měl časté problémy až do své smrti.
Nuri a Fahriye neměli žádné děti a to i přesto, že ji princ velmi miloval a neoženil se s žádnou další ženou, jako ostatní mužští členové dynastie. V roce 1919 se pár rozešel, jelikož se Fahriye trápila chováním svého manžela. Odešla z jejich společného bydlení v paláci Yıldız a usadila se v sídle ve Feneryolu spolu se svou starší sestrou. V roce 1924, kdy byla celá dynastie vyhoštěna z nově vzniklého Turecka do exilu, následovala Fahriye svého manžela do Nice ve Francii. Zemřela v roce 1940 a byla pohřbena v mešitě Tekkiye v Damašku v Sýrii.

## Život v exilu a smrt
Po vyhoštění dynastie do exilu v roce 1924 se Nuri se svou manželkou usadil v Nice ve Francii.
Nuri byl vzdělaný v chemii a byl nadaným malířem a architektem. Nějakou dobu prodával toaletní potřeby, nejčastěji mýdla, které vyráběl ve svém domě či hotelovém pokoji v Nice. Často je také dával přátelům jako dárek. Během druhé světové války se jeho situace výrazně zhoršila. Nuri si nemohl najít žádnou práci a dostal se do tíživé finanční situace. Zemřel hladem v parku v Digne na Francouzské riviéře dne 7. srpna 1944. Byl pohřben na sirotčím hřbitově. V jeho kapse byl nalezen dopis, ve kterém stálo: "Pokud zemřu, nikoho neobviňujte z vraždy, dlouho jsem hladověl. Živil jsem se hrou na piano v kině, nyní jsem nemohl najít práci. Pohřběte mě prosím jako muslima."